# Saka (Ostsee)
Die Flüsse Tebra (rechts) und Durbe (links) fließen nördlich des Schlosshügels bei der Siedlung Sakas im lettischen Bezirk Dienvidkurzeme zur Saka zusammen. Sie fließt 6 km durch die Piemare-Ebene. Die Breite des Flusses beträgt am Anfang 25–30 m bis 45 m an der Mündung. Die Mündung ist mit Hafenmolen eingefasst. Ab dem 17. Jahrhundert diente die Flussmündung als Hafen. Gemäß den Bestimmungen des Friedens von Oliwa wurde der Hafen nach 1660 unbrauchbar gemacht.
Der Fluss wird von der P 111 und der aufgegebenen Eisenbahnlinie Liepāja–Ventspils überquert.